# Рифовий вапняк

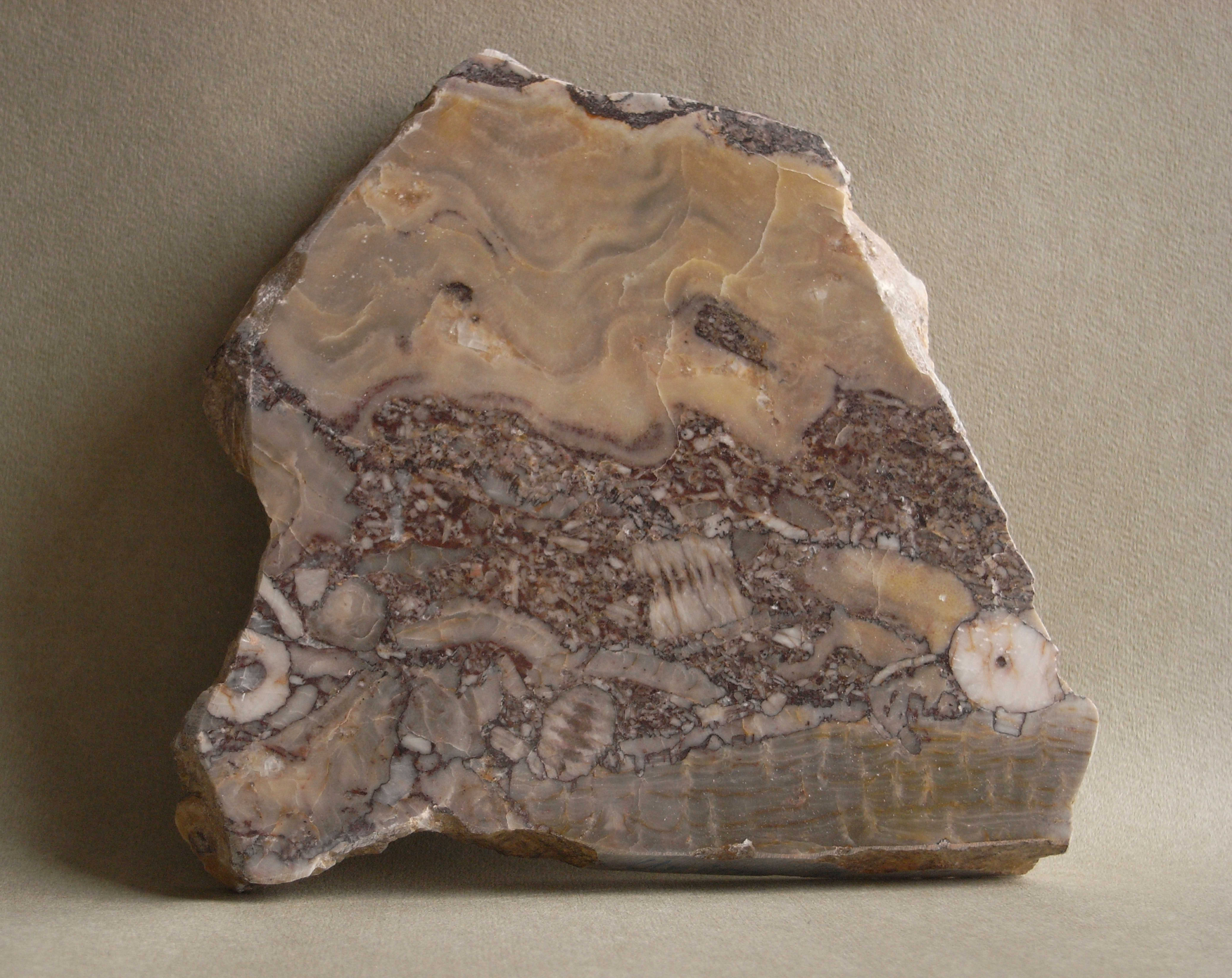
Полірований штуф рифового вапняку, Німеччина

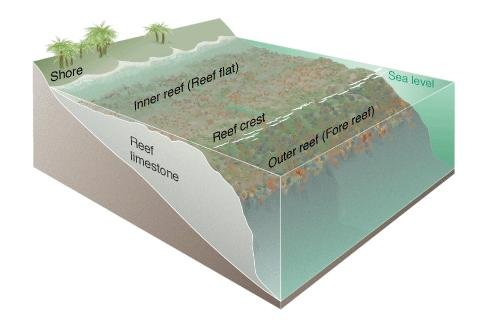
Блок-діаграма розрізу бар'єрного рифу

Рифовий вапняк — осадова гірська порода, продукт життєдіяльності на дні водойми колоній рифотвірних організмів, які виділяють при побудові свого скелета карбонат кальцію (кальцит). Розрізняють коралові, мшанкові, археоціатові, водоростеві та інші рифові вапняки. Дуже часто рифові вапняки є колекторами нафти і газу.